# Avenida Patria
La Avenida Patria, es una importante arteria del este de la ciudad de Córdoba, Argentina.
Tiene una longitud de 2400 metros y corre en sentido sur - noroeste con doble sentido de circulación. Su origen (0, en la nomenclatura) se encuentra sobre la intersección con calle Rosario de Santa Fe y la punta final (2400) sobre Avenida del Trabajo.
Sólo en los primeros doscientos metros, sus carriles no son divididos físicamente pero si a partir de la avenida 24 de Septiembre en adelante. En su trayecto se encuentra además el Instituto Provincial del Quemado, al 600 de la nomenclatura. Cruza las calles Rincón y Armenia que lo unen directamente con la autovía Ricardo Balbín. Hasta el año 2009 la artería finalizaba en la intersección con la avenida Bulnes, pero debido a al proyecto del Ferrourbano, se decidió sortear las vías del Ferrocarril General Belgrano y extender unos 700 metros más la avenida, atravesando el predio ocupado por los viejos talleres del susodicho ferrocarril hasta el cruce con avenida del Trabajo.

## Transporte público en la avenida
| Corredor | Líneas      |
| -------- | ----------- |
|          | - 66        |
|          | - 600 - 601 |
|          | - TB        |